# Даценко Сергій Анатолійович
Сергій Анатолійович Даценко (нар. 10 грудня 1977, Чернігів, УРСР) — український футболіст, захисник, півзахисник та нападник.

## Клубна кар'єра
Розпочав кар'єру в 1995 році в чернігівській «Десні». Пізніше грав у другій і третій командах київського «Динамо». У сезоні 1997/98 років провів 20 ігор за «Металург» (Донецьк), в наступному — 32 гри за «Кривбас». На початку 2000 року Даценко знову грав за фарм-клуби «Динамо», в середині сезону перейшов в російський «Ростсельмаш». У 2005 році провів 4 гри за грозненський «Терек», після чого відомостей про його участь в професійному футболі немає.

## Кар'єра в збірній
У 1998 році зіграв 2 поєдинки у футболці молодіжної збірної України

## Досягнення
- Вища ліга чемпіонату України
  -  Чемпіон (1): 1997
  -  Бронзовий призер (1): 1999

- Перша ліга чемпіонату України
  -  Чемпіон (1): 2000
  -  Срібний призер (1): 1997

- Кубок Росії
  -  Фіналіст (1): 2003